# Homoglikany
Homoglikany (homopolisacharydy) – polisacharydy zbudowane wyłącznie z reszt tego samego rodzaju monosacharydu. Należą do nich m.in. skrobia, glikogen, celuloza, inulina, amyloza i chityna.
Z chemicznego punktu widzenia homopolisacharydy należą do homopolimerów.